# Ожина (рід)

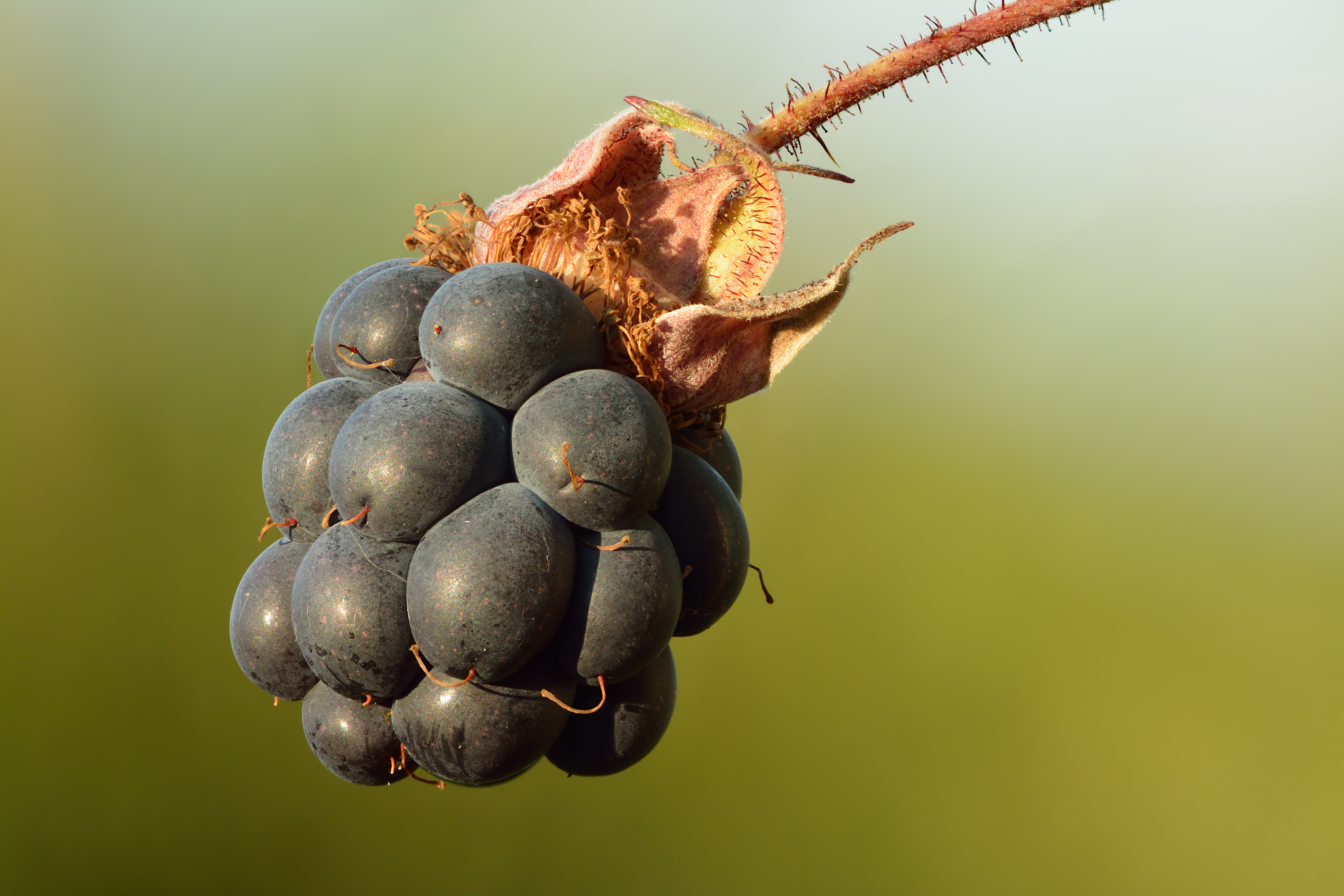
Oжина звичайна

Ожина, малина (Rubus) — рід рослин родини розові (Rosaceae). Має космополітичне поширення, зростає у субарктичних, помірних і субтропічних широтах і гірських тропічних широтах. Єдиний рід у трибі Rubeae.

## Назва
Наукова назва роду rubus означає «ожина», пов'язане етимологічно з назвою червоного кольору (СР діалектне за походженням лат. rūfus «яскраво-червоний»). Українська назва малина загальновизнаної етимології не має; зводять зрештою до іє. *mōl-/mel- — «чорний, синій, пляма». Українська назва ожина походить від псл. ežina, пов'язане з еžь — «їжак» — назва пояснюється наявністю у рослини колючок.

## Ботанічний опис
Рід представлений багаторічними травами, але найчастіше це дерев'янисті колючі рослини (чагарники) з прямостоячими, в'юнкими або й галузки та черговими простими або складними листками з прилистками.
Квітки двостатеві, рідко — одностатеві. Знаходяться вони по одному або зібрані в верхівкові та пазушні суцвіття. Гіпантій плоский або лійчастий, утворений зазвичай п'ятичленною оцвітиною та включає численні тичинки та маточки.
Плід — складна кістянка (багатокістянка) різної солодкості та аромату.

## Значення та застосування
З найдавніших часів населення земної кулі вживає в їжу плоди багатьох рубусів: малину (види підроду Idaeobatus), ожину (темноплодні види, що належать до підроду Rubus, особливо рясно представлені в Європі) та морошку.
Плоди цих диких видів настільки смачні, доступні та поживні, що селекція культурних форм почалася порівняно недавно. Інтенсивна робота з культурою малини ведеться близько 150 років. Культурні сорти малини походять від дикої звичайної малини (Rubus idaeus) і від близького до неї, яку іноді розглядають як підвид американського виду малини чорноволосистої (Rubus melanolasius) або від гібридів між ними. Ведеться також селекція ожини, плоди деяких гібридних видів американської ожини досягають у довжину 5 — 6 см.

## Види
Від 750 до понад 1400 видів (в залежності від того, як трактується обсяг виду – чисельні фертильні гібриди та гібридогенні види, які важко розрізнити), поширених майже у всіх позатропічних, частково і тропічних областях Земної кулі.
Rubus – таксономічно складний рід, багато видів якого є апоміктичними мікровидами Для достовірної ідентифікації важливе значення має якісний збір матеріалу, який повинен містити як вегетативні пагони (туріони), так і генеративні пагони.
В Україні 63 види – дикорослих, найбільш часто культивованих і тих, що дичавіють (в ботанічних садах культивуються ще близько 10 видів).
Rubus aetnicus Weston (Rubus canescens DC. var. glabratus (Godr.) P.H.Davis Meikle; Rubus canescens DC. subsp. lloydianus (Genev.) O.Bolos & J.Vigo; Rubus lloydianus Genev.; Rubus tomentosus Borkh. var. lloydianus (Genev.) Nyarady) • Наводиться для Криму, під назвою Rubus canescens DC. subsp. lloydianus (Genev.) O.Bolos & J.Vigo [KRASOVSKAJA, 2001].
Rubus apricus Wimmer • Наводиться для Карпат [KRASOVSKAJA, 2001], Львівської, Чернівецької областей [HONCHARENKO, 2003, 2008] та Житомирського Полісся [HONCHARENKO, ORLOV, 2015].
Rubus armeniacus Focke (Rubus discolor auct. non Weihe & Ness) • Культивується і дичавіє [KRASOVSKAJA, 2001). Раніше для Поділля (Вінницька обл.) вид помилково наводився під назвою Rubus discolor Weihe & Ness.
Rubus bayeri Focke • Наведений раніше для України вид вважається сумнівним таксоном («valueless or doubtful taxa») [KURTTO et al., 2004; POWO, 2022].
Rubus bertramii G.Braun • Наводиться для Львівської, Рівненської [KRASOVSKAJA et al., 2001; HONCHARENKO, 2003] областей та Житомирського Полісся [HONCHARENKO, ORLOV, 2015; ORLOV et al., 2021]. Західноцентральноєвропейський аборигенний вид, з прогресуючою експансією в східному напрямку. Rubus bifrons Vest • Наводиться для Закарпаття [KRASOVSKAJA, 1991, 2001; HONCHARENKO, 2003].
Rubus caesius L. (Rubus caeruleus Gilib., nom. invallid.) • По всій Україні та в Криму, звичайно; нерідко гібридизує з іншими видами роду.
Rubus camptostachys G.Braun (Rubus dumetorum Weihe var. camptostachys (G.Braun) Utsch) • Наводиться для Карпат [KRASOVSKAJA, 2001; POWO, 2021].
Rubus canescens DC. (Rubus canescens DC. subsp. canescens; Rubus tomentosus auct. non Borkh.) • Піренейський вид, наводиться для Закарпаття, Передкарпаття [HONCHARENKO, 2003, 2008] та Криму, можливо як здичавіла рослина.
Rubus chamaemorus L.
- Голарктичний вид, імовірно для України (Полісся) вказувався помилково, а можливо зник. Rubus constrictus Lefèvre & P.J.Müll. (Rubus sulcatus Vest var. vestii (Focke) Focke; Rubus sulcatus Vest subsp. constrictus (Lefèvre & P.J.Müll.) Cohrs; Rubus thyrsoides Wimm. subsp. constrictus (Lefèvre & P.J.Müll.) Sudre; Rubus vestii Focke)
- В Закарпатській [HONCHARENKO, 1994; 2003; KRASOVSKAJA, 1997], Львівській та Чернівецькій [HONCHARENKO, 2003] областях. Раніше для України (окол. Львова та Чернівецької обл.) наводився під назвою Rubus vestii Focke.

Rubus corylifolius Sm.
- Західноєвропейський вид, наводиться для України [HONCHARENKO, 1998b], можливо помилково.

Rubus creticus Tourn. ex L. (Rubus anatolicus (Focke) Hausskn.; Rubus sanctus Schreb.;
Rubus sanguineus Friv.; Rubus ulmifolius Schott subsp. sanctus (Schreb.) Sudre)
- Наводиться для Криму (нижній гірський пояс: KRASOVSKAJA, 2001, як R. sanctus Schreb.).

Rubus × crimaeus Juz.
- В Криму (південь: Ай-Петрі – Учан-су).

Rubus discernendus (Sudre) Sudre (Rubus × almensis Juz.; Rubus × nanitauricus Juz.; Rubus paratauricus Juz.; Rubus × stenophyllidium Juz.; Rubus × subtauricus Juz.; Rubus × utshansuensis Juz.)
- В Гірському Криму, Ай-Петрі. Імовірно, всі наведені в синоніміці «види» є результатом інтрогресивної гібридизації і виявити між ними відмінності неможливо [KRASOVSKAJA, 2001].

Rubus divaricatus P.J.Müll. (Rubus nitidus Weihe & Nees)
- Північно-західноєвропейський вид, наводиться для Львівської області [KRASOVSKAJA, 2001; HONCHARENKO, 2003], можливо помилково.

Rubus dumetorum Weihe (Rubus corylifolius Sm. subsp. dumetorum (Weihe) Aresch;
Rubus nemorosus Hayne ex Willd. subsp. dumetorum (Weihe) Nym.)
- Наводиться для Карпат, можливо гібридогенного походження [HONCHARENKO, 1998b; KRASOVSKAJA, 2001].

Rubus fabrimontanus (Sprib.) Sprib. (Rubus oreogeton Focke var. fabrimontanus Sprib.)
- Наводиться для Закарпатської області, але потребує підтвердження [KRASOVSKAJA, 2001) та західних рівнинних територій (Тернопільська обл.), дуже рідко [HONCHARENKO, 2003, 2016].

Rubus fasciculatus P.J. Müll.
- Наводиться для західних регіонів (Львівська область), дуже рідко [HONCHARENKO, 2000, 2003, 2016; KRASOVSKAJA, 2008].

Rubus gothicus Frid. & Gelert ex T.H.L.Krause
- Північно-центральноєвропейський вид, наводиться для Закарпатської області (Берегівський район, с. Мужіве) [HONCHARENKO, 1998a, 2000, 2003, 2016], можливо помилково.

Rubus glivicensis (Sudre) Sprib. (Rubus glivicensis Sprib., non validy publ.)
- Наводиться для західних регіонів (окол. м. Львів) [HONCHARENKO, 2008].

Rubus grabowskii Weihe ex Günther, Grab. & Wimm. (Rubus candicans auct. non Weihe ex Rchb.: Myakushko, 1987, p. p.; Rubus rugicus E.H.L.Krause; Rubus thyrsanthus Focke; Rubus thyrsoideus Wimm., nom. illegit.)
- В Закарпатській та Львівській областях [HONCHARENKO, 2003]; раніше для України наводився як R. candicans Weihe ex Rchb. або R. thyrsoideus Wimm.). Вказівка на зростання виду в Криму [YENA, 2012] є, мабуть, помилковим.

Rubus gracilis J.Presl & C.Presl (Rubus villicaulis Köhler ex Weihe)
- В Закарпатській, Чернівецькій областях, Передкарпатті, Розточчі-Опіллі; наводиться також для Житомирського Полісся (південна межа) [HONCHARENKO, 2003; HONCHARENKO, ORLOV, 2015; ORLOV et al., 2021], дуже рідко. Раніше вид наводився для України (західних областей) як Rubus villicaulis Köhler ex Weihe.

Rubus guentheri Weihe ~ Rubus hirtus (Rubus hirtus Waldst. & Kit. subsp. guentheri
- Наводиться лише для Карпат [KRASOVSKAJA, 2001; HONCHARENKO, 2003, 2008].

Rubus haesitans Mart. & Walsemann
- Північно-центральноєвропейський вид, наводиться для Закарпатської області (Берегівський район, с. Мужіве [HONCHARENKO, 1998a, 2000, 2003, 2016].

Rubus hirtimimus Juz. [Rubus × scenoreinus Juz.]
- Наводиться для Гірського Криму (як Rubus × scenoreinus Juz.) [FEDORONCHUK, 2004].

Rubus hirtus Waldst. & Kit. (Rubus glandulosus Bellardi)
- В Карпатах, звичайно. З просуваннях на схід та північ від Карпат трапляється рідше [HONCHARENKO, 2003, 2008], зокрема, наводиться для Житомирського (півд.) [HONCHARENKO, 2011; HONCHARENKO, ORLOV, 2015; ORLOV et al., 2021], Київського Полісся [HONCHARENKO, 2011]; наводиться також для Криму [POWO, 2022], але можливо помилково. Збірний вид, у межах якого описано декілька «мікровидів», зокрема Rubus kaltenbachii Metsch (сумнівний вид)
- «valueless or doubtful taxa» [KURTTO et al., 2004], який наводить Т.О. Тасенкевич [TASENKEVICH, 1998].

Rubus humifusus Weihe ~ Rubus schleicheri
- Наведений раніше для України вид вважається сумнівним таксоном («valueless or doubtful taxa») [KURTTO et al., 2004; POWO, 2022].

Rubus idaeus L. [Rubus idaeus L. subsp. idaeus] (Rubus idaeus L. subsp. vulgatus Focke;
Rubus sericeus Giliob., nom. illegit.)
- На Поліссі, в Лісостепу (крім Донецького Лісостепу, в Гірському Криму. В садах культивуються також чисельні культивари і сорти виду (як з червоно-, жовто-, так і різнозабарвленими плодами).

Rubus × kalaidae Juz. [Rubus caesius × ?Rubus sp.]
- Наводиться для Криму [KRASOVSKAJA, 2001].

Rubus koehleri Weihe
- Наводиться для Карпат [KRASOVSKAJA, 2001].

Rubus kuleszae Ziel.
- Північно-центральноєвропейський вид; наводиться для Закарпаття [KRASOVSKAJA, 2001], але потребує підтвердження.

Rubus laciniatus Willd. ~ Rubus nemoralis P.J.Müll. (Rubus bifrons Vest var. laciniatus (Willd.) Dalla Torre & Sarnth; Rubus corylifolius Sm. var. laciniatus (Willd.) Wallr.; Rubus vulgaris Weihe & Nees f. laciniatus (Willd.) Frid.; Rubus vulgaris Weihe & Nees var. laciniatus (Willd.) Dippel)
- Наводиться для околиць залізничної станції Маківчукове Бородянського району Київської області (як адвентивна рослина, вперше відмічена для спонтанної флори України) [MELNYK et al., 2013]. Північноамериканський вид, з групи видів Rubus nemoralis P.J.Müll. aggr. Нерідко культивується як фруктова і декоративна рослина.

Rubus macrophyllus Weihe & Nees [Rubus macrophyllus Weihe & Nees subsp.
macrophyllus (Rubus wimmeri Weihe)
- Наводиться для Карпат і як заносне в м. Донецьку [KRASOVSKAJA, 2001].

Rubus marschallianus Juz. (Rubus × aipetriensis Juz.; Rubus × eurythyrsiger Juz.)
- В Гірському Криму; імовірно є результатом гібридизації (Rubus canescens DC. × R. caesius L.)

Rubus mollis J.Presl & C.Presl
- Північно-центральноєвропейський вид, наводиться для західних районів України (Львівська область) [KRASOVSKAJA, 2001], можливо як занесено.

Rubus montanus Lib. ex Lej. (Rubus candicans auct. non Weihe ex Rchb.: Myakushko, 1987, p. p.)
- В Закарпатській, Львівській, Чернівецькій областях, дуже рідко [HONCHARENKO, 1997; 2003; KRASOVSKAJA, 2001]; наводиться також для Житомирського Полісся (південна межа): [HONCHARENKO, ORLOV, 2015; ORLOV et al., 2021]. Вказівка на зростання виду в Криму [YENA, 2012] є, мабуть, помилковою.

Rubus nigricans Danthoine (Rubus pedemontanus Pinkw.)
- Наводиться для Карпат [TASENKEVICH, 1998; HONCHARENKO, 2003; POWO, 2021] та західних рівнинних регіонів (Розточчя, Передкарпаття) [KRASOVSKAJA, 2001, HONCHARENKO, 2003, 2008], під назвою Rubus pedemontanus Pinkw.

Rubus occidentalis L.
- Широко культивується у присадибних господарствах під назвою «чорноплідна малина». В культурі з 1696 р. Нині відомо більше 90 сортів чорноплідної малини [MEZHENSKY et al., 2014]. Походить із Північної Америки. Гібридизує з Rubus idaeus L. (гібрид R. ×neglectus Peck.).

Rubus odoratus L. (Rubacer odoratum (L.) Rydb.)
- Розводиться в садах, іноді дичавіє. Зрідка культивується його гібрид R. ×nobilis Regel [R. idaeus

L. × R. odoratus L.], рослини зібрані, зокрема, в околицях м. Чернівці, з 3-листочковими листками, квітконіжками й чашолистками без залозистих волосків та дрібнішими, ніж у R. odoratus квітками [KRASOVSKAJA, 2001].
Rubus oligacanthus Steven (Rubus oliganthus Steven, nom. nudum; ?Rubus ×stevenii Juz.)
- В Гірському Криму; імовірно гібридогенного походження [KRASOVSKAJA, 2001].

Rubus opacus Focke (Rubus plicatus Weihe & Nees f. opacus (Focke) G.Braun, nom. invall.; Rubus plicatus Weihe & Nees subsp. opacus (Focke) Sudre; Rubus plicatus Weihe & Nees var. opacus (Focke) Nyman)
- Наводиться для Львівської області [HONCHARENKO, 1999, 2003].

Rubus orthostachys G.Braun
- Наводиться для Волинської, Львівської та Чернівецької областей [KRASOVSKAJA, 1998, 2001; HONCHARENKO, 1998a, 2003, 2016], а також Житомирського Полісся [HONCHARENKO, 2011; HONCHARENKO, ORLOV, 2015], дуже рідко.

Rubus parviflorus Nutt. [Rubus nutkanus Moc. ex Ser.] (Rubus nutcanus Moc. ex Ser. var. parviflorus (Nutt.) Focke)
- Зрідка культивується як декоративна рослина і дичавіє (зокрема в дендропарку «Асканія- Нова»).

Rubus peruncinatus (Sudre) Juz. (Rubus obvallatus Boulay & Gillot var. peruncinatus
Sudre; Rubus ×troitzkyi Juz.)
- В Гірському Криму, зрідка; імовірно гібридогенного походження [KRASOVSKAJA, 2001]; раніше вид наводився під назвою Rubus ×troitzkyi Juz.

Rubus plicatus Weihe & Nees [Rubus fruticosus L.] (Rubus exaltatus Dumort. var. plicatus Weihe & Nees) Dumort.; Rubus fruticosus L. f. plicatus Weihe & Nees) Bluff & Fingerh.; Rubus fruticosus L. subsp. plicatus Weihe & Nees) Syme; Rubus fruticosus
L. var. plicatus Weihe & Nees) Hegetschw.)
- В Закарпатті, Волинському та Житомирському Поліссі [HONCHARENKO, 2003, 2011; HONCHARENKO, ORLOV, 2015; ORLOV et al., 2021].

Rubus polonicus Weston (Rubus heptaphyllus Opiz; Rubus nessensis Hall; Rubus nutans
Vest; Rubus suberectus G.Anderson ex Sm.; Rubus subinermis Rupr.)
- В Карпатах, на Поліссі, в Лісостепу (крім Донецького), а також культивується в багатьох ботанічних садах під назвою Rubus nessensis Hall.

Rubus praecox Bertol. [Rubus praecox Bertol. f. praecox] (Rubus candicans auct. non Weihe ex Rchb.; Rubus discolor auct. non Weihe & Nees; Rubus tauricus auct. non Schltdl. ex Juz.)
- Наводиться для Закарпаття [KRASOVSKAJA, 1991, 2001; HONCHARENKO, 2003] та Криму [KRASOVSKAJA, 2001; YENA, 2012; POWO, 2022].

Rubus × pseudoidaeus (Weihe) Lej. [Rubus idaeus L. × Rubus caesius L.] (Rubus idaeoides Ruthe)
- В Карпатах [FODOR, 1974; KRASOVSKAJA, 2001], на західних рівнинних територіях (Львівська, Волинська області [HONCHARENKO, 1998a, 2003, 2011, 2016], в Житомирському Поліссі [HONCHARENKO, 2011; HONCHARENKO, ORLOV, 2015] та в Подніпров’ї. Вид відомий у двох крайніх різновидах, один з них ближчий до R. idaeus – notovar. pseudoidaeus Holub, тоді як другий ближчий до R. caesius – notovar. pseudocaesius (Weihe) Holub [KRASOVSKAJA, 2001].

Rubus radula Weihe
- Наводиться для Закарпаття [FODOR, 1974], можливо помилково, тому потребує підтвердження.

Rubus rudis Weihe & Nees (Rubus fruticosus L. subsp. rudis (Weihe & Nees) Syme)
- Наводиться для Закарпатської (Мукачівський район, між сс. Грибівці і Лохове) [KRASOVSKAJA, 1997; HONCHARENKO, 2008], Львівської області (околиці м. Львова) та Житомирського Полісся [HONCHARENKO, 2003; HONCHARENKO, ORLOV, 2015].

Rubus rivularis Wirtg. & P.J.Müll.
- Західноєвропейський (Бельгія, Франція) вид, морфологічно близький до Rubus serpens Weihe ex Lej. & Courtois (також дуже шипуватий і густозалозистоопушений); наводиться для Карпат [FODOR, 1974; TASENKEVICH, 1998], можливо помилково (замість Rubus serpens).

Rubus saxatilis L. (Cylactis saxatilis (L.) A.Löve; Rubus ruber Gilib., nom. illegit.)
- В Карпатах (крім Закарпатської обл.), дуже рідко [HONCHARENKO, 2016], але звичайно на Поліссі, рідше в Лісостепу, Причорномор’ї (північно-східна частина) та в Гірському Криму. Гібридизує з Rubus caesius L. (гібрид R. ×areschougii A.Blytt) та R. idaeus L. (гібрид R. ×digenius Lindb.f.).

Rubus schleicheri Weihe ex Tratt.
- Наводиться для Карпат та Закарпаття [KRASOVSKAJA, 1991; HONCHARENKO, 2003, 2008], а також Передкарпаття та Покуття [HONCHARENKO, 2008]..

Rubus scissus W.C.R.Watson (Rubus nessensis W.Hall subsp. scissoides H.E.Weber; Rubus ochracanthus H.E.Weber ex Sennikov)
- Наводиться для Закарпатської області (під назвою Rubus nessensis W.Hall subsp. scissoides H.E.Weber. [HONCHARENKO, 2003] та Житомирського Полісся (як Rubus scissus W.C.R.Watson) [HONCHARENKO, 2003] та Криму [POWO, 2022].

Rubus serpens Weihe ex Lej. & Courtois
- Західноєвропейський вид; наводиться для Карпат, можливо помилково [HONCHARENKO, 1998b].

Rubus ×sinakiensis Fodor [Rubus idaeus L. × Rubus rivularis Wirtg. & P.J.Müll.]
- В сучасних літературних та електронних ресурсах не згадується.

Rubus sulcatus Vest (Rubus altissimus Fritsch)
- В Закарпатській, Львівській та Чернівецькій областях, зрідка [HONCHARENKO, 2003].

Rubus tereticaulis P.J.Müll.
- Наводиться для Закарпатської [KRASOVSKAJA, 2001] та Чернівецької (Хотинський, Заставнівський райони) [HONCHARENKO, 2003, 2008]) областей.

Rubus ulmifolius Schott (Rubus discolor Weihe & Nees, р. р.)
- В Закарпатті, зрідка; наводиться також для Криму [KRASOVSKAJA, 1997, 2001; YENA, 2012]; іноді культивується і поширюється вздовж залізниць. Раніше [MYAKUSHKO, 1987] вид наводився для Берегівського району Закарпатської області, як Rubus discolor Weihe & Nees.

Rubus undabundus Juz. (Rubus jailensis Juz., in schaed.; Rubus moestifrons Juz.; Rubus ×
oenoxylon Juz.)
- В Гірському Криму; гібридогенного походження.

Rubus vestitus Weihe
- Західноєвропейський вид, наводиться для Закарпаття [KRASOVSKAJA, 2001], можливо помилково.

Rubus wimmerianus Sprib. ex Sudre) Sprib.
- Наводиться для Закарпатської області [KRASSOVSKAYA, 2008],рівнинних західних регіонів (окол. м. Львів) [HONCHARENKO, 2008] та Житомирського Полісся [HONCHARENKO, ORLOV, 2015]. В ботанічних садах України також культивується (нерідко під синонімічними назвами): Rubus canescens DC., Rubus chroosepalus Focke, Rubus communis Bayer (= Rubus vulgaris Weyhe & Nees), Rubus deliciosus Torr., Rubus tricolor Focke ex Prain, Rubus nepalensis (Hook.f.) Kunze (= Rubus nutans Wall. ex G.Don), Rubus crataegifolius Bunge, Rubus phoenicolasius Maxim. (під назвою японська малина), Rubus nemoralis P.J.Müll. (= Rubus laciniatus Willd.), Rubus polonicus Weston (= Rubus nessensis Hall.), Rubus silesiacus Weihe (= Rubus candicans Weihe ex Rchb.), Rubus tauricus Schltdl. ex Juz.